# Chalmita, Michoacán de Ocampo
Chalmita är en ort i Mexiko.   Den ligger i kommunen Tlalpujahua och delstaten Michoacán de Ocampo, i den sydöstra delen av landet, 120 km väster om huvudstaden Mexico City. Chalmita ligger 2 755 meter över havet och antalet invånare är 290.
Terrängen runt Chalmita är huvudsakligen kuperad, men åt nordväst är den bergig. Runt Chalmita är det ganska tätbefolkat, med 179 invånare per kvadratkilometer. Närmaste större samhälle är El Oro de Hidalgo, 11,4 km öster om Chalmita. Trakten runt Chalmita består till största delen av jordbruksmark.